# جوزيه ميتشيل مورس
جوزيه ميتشيل مورس (بالإنجليزية: Josiah Mitchell Morse)‏ هو كاتب أمريكي، ولد في 1912، وتوفي في 2004.